# Кубок наслідного принца Катару 1999
Кубок наслідного принца Катару 1999 — 5-й розіграш турніру. Матчі відбулися з 8 по 14 квітня 1999 року між чотирма найсильнішими командами Катару сезону 1998—1999. Титул переможця змагання виборов клуб Аль-Вакра, котрий з рахунком 2:1 переміг у фіналі Аль-Іттіхад.
| Володар Кубка наслідного принца Катару 1999 |
| ------------------------------------------- |
|                                             |
| Аль-Вакра Перший титул                      |

## Формат
У турнірі взяли чотири найуспішніші команди Чемпіонату Катару 1998-1999.
- Чемпіон — «Аль-Вакра»
- Віце-чемпіон — «Аль-Іттіхад»
- Бронзовий призер — «Ас-Садд»
- 4 місце — «Аль-Арабі»

## Півфінали

### Перші матчі
| 8 квітня 1999 |

| Аль-Вакра | 2:2 | Аль-Арабі |
| --------- | --- | --------- |
|           |     |           |

|  |

| 9 квітня 1999 |

| Аль-Іттіхад | 1:0 | Ас-Садд |
| ----------- | --- | ------- |
|             |     |         |

|  |

### Повторні матчі
| 10 квітня 1999 |

| Аль-Арабі | 0:3 | Аль-Вакра |
| --------- | --- | --------- |
|           |     |           |

|  |

| 11 квітня 1999 |

| Ас-Садд | 0:3 | Аль-Іттіхад |
| ------- | --- | ----------- |
|         |     |             |

|  |

## Фінал
| 14 квітня 1999 |

| Аль-Вакра | 2:1 | Аль-Іттіхад |
| --------- | --- | ----------- |
|           |     |             |

|  |